# Kristina Ziemons
Kristina Ziemons (* 7. April 1984 in Aachen) ist eine deutsche Triathletin und Duathletin. Im Duathlon wurde sie mehrmals Deutsche Meisterin (2016–2018) sowie einmal Europameisterin in ihrer Altersklasse. Sie startet für die Erste Damenmannschaft des DLC Aachen.

## Werdegang
Ziemons wuchs in einer sportlich engagierten Familie in Aachen-Brand auf und begann ihre Aktivitäten als Hobbyläuferin. Als Schülerin des Einhardgymnasium, wo sie ihr Abitur ablegte, schloss sie sich zunächst den Laufabteilungen der Aachener TG und später der Alemannia Aachen an. Als Läuferin gewann sie im November 2016 zum siebten Mal die 16,5-km-Distanz beim Rursee-Marathon und stellte damit einen neuen Streckenrekord auf. Ziemons wurde 2019 auf Anhieb nicht nur Siegerin der Frauen beim Bremen-Marathon, sondern auch Deutsche Polizeimeisterin über diese Distanz.
Nachdem Triathlon ihre neue Leidenschaft geworden war und sich zu Beginn der 2010er-Jahre im DLC Aachen die Triathlonmannschaften neu formiert hatten, wechselte Ziemons in die Triathlonabteilung dieses Vereins und fand schnell Anschluss an die Erste Damenmannschaft. Mit dem DLC Aachen stieg sie in der Saison 2016 in die Erste Triathlon-Bundesliga auf, konnte jedoch den Abstieg am Ende der Saison in die Zweite Triathlon-Bundesliga nicht verhindern, in der sie seitdem um den Wiederaufstieg kämpft.
Als Spät- und Quereinsteigerin in diesem Mehrkampfsport ist das Schwimmen nicht ihre stärkste Disziplin, deshalb ergaben sich für Ziemons beim Duathlon, bei dem das Schwimmen wegfällt, ihre bisher größten Erfolge. Dies zeigte sich bereits während eines längeren Auslandsaufenthalts in Frankreich, wo sie sich dem Verein „Metz Triathlon“ anschloss. Für diesen konnte sie in der Saison 2015/2016 mit der Duathlon-Mannschaft den Titel eines Französischen Meisters und den Sieg im französischen Duathlon-Cup der 1. Division erringen.

### Ironman Hawaii 2014
Bereits im Juli 2014 konnte sich Ziemons auf der Triathlon-Langdistanz mit dem achten Rang beim Ironman Switzerland (3,86 km Schwimmen, 180,2 km Radfahren und 42,195 km Laufen) für einen Startplatz beim Ironman Hawaii qualifizieren. Dort erreichte sie schließlich den 927. Platz Gesamt und den 22. Rang in der AK30–34.
2016 konnte sie sich im Duathlon den Titel einer Altersklassenmeisterin in der AK 30–34 bei den Europameisterschaften auf der Kurzdistanz holen.

### Deutsche Meisterin Duathlon 2016, 2017 und 2018
Ziemons wurde im Duathlon in den Jahren 2016, 2017 und 2018 dreimal in Folge Deutsche Meisterin auf der Kurzdistanz (10-40-5). 2017 wurde sie auch Deutsche Meisterin auf der Duathlon-Langdistanz (20-80-10).

## Auszeichnungen
- 2017 Sporttrophäe mit Metz Triathlon[6]

## Sportliche Erfolge
| Datum/Jahr    | Platz | Wettbewerb                    | Austragungsort | Zeit     | Bemerkung                                  |
| ------------- | ----- | ----------------------------- | -------------- | -------- | ------------------------------------------ |
| 23. Sep. 2018 | 1     | Ironman 70.3 Slovenia Istria  | Koper          | 04:51:57 | Siegerin der Erstaustragung                |
| 2. Sep. 2017  | 4     | Triathlon de Gérardmer        | Gérardmer      | 05:22:35 | Mitteldistanz; startete für Metz Triathlon |
| 5. Aug. 2017  | 1     | Sassenberger Triathlon        | Sassenberg     | 02:13:50 | NRW-Meisterin Kurzdistanz                  |
| 23. Juli 2017 | 1     | SPARDA-Münster City Triathlon | Münster        | 02:07:49 | [ 9 ]                                      |
| 11. Juni 2017 | 3     | Bonn-Triathlon                | Bonn           | 03:13:48 | 1. Platz AK 30 (3,8-60-15)                 |
| 3. Sep. 2016  | 5     | Triathlon de Gérardmer        | Gérardmer      | 05:09:46 | Mitteldistanz; startete für Metz Triathlon |
| 6. Sep. 2015  | 1     | Triathlon de Gérardmer        | Gérardmer      | 02:24:51 | Kurzdistanz; startete für Metz Triathlon   |
| 9. Sep. 2012  | 1     | Nibelungen-Triathlon          | Xanten         | 02:16:03 | [ 13 ]                                     |

| Datum/Jahr    | Rang | Wettbewerb          | Austragungsort | Zeit     | Bemerkung                                                      |
| ------------- | ---- | ------------------- | -------------- | -------- | -------------------------------------------------------------- |
| 11. Okt. 2014 | 927  | Ironman Hawaii      | Hawaii         | 10:57:18 | 927. Platz Gesamt; 22. Rang in der AK30-–4                     |
| 27. Juli 2014 | 8    | Ironman Switzerland | Zürich         | 09:42:33 | erfolgreiche Qualifikation für die Ironman World Championships |

| Datum/Jahr    | Rang | Wettbewerb                                      | Austragungsort | Zeit     | Bemerkung                                                             |
| ------------- | ---- | ----------------------------------------------- | -------------- | -------- | --------------------------------------------------------------------- |
| 29. Apr. 2018 | 1    | DTU Deutsche Meisterschaft Duathlon Kurzdistanz | Alsdorf        | 02:06:14 | Deutsche Meisterin Kurzdistanz, erstmals Teil der Powerman-Serie      |
| 28. Mai 2017  | 1    | DTU Deutsche Meisterschaft Duathlon Langdistanz | Ulm            | 04:25:30 | Deutsche Meisterin auf der Duathlon-Langdistanz beim Powerman Germany |
| 30. Apr. 2017 | 1    | DTU Deutsche Meisterschaft Duathlon Kurzdistanz | Alsdorf        | 02:06:14 | Deutsche Meisterin Kurzdistanz, beim Dachser-Duathlon                 |
| 15. Mai 2016  | 1    | DTU Deutsche Meisterschaft Duathlon Kurzdistanz | Alsdorf        | 02:03:56 | Deutsche Meisterin Kurzdistanz                                        |
| 16. Apr. 2016 | 1    | ETU Duathlon European Championship W30-34       | Kalkar         | 02:03:39 | 1. Platz und Europameisterin Duathlon in der AK30–34                  |
| 29. Juli 2015 | 1    | Duathlon Alpe d’Huez                            | Alpe d’Huez    | 01:34:17 | für Metz Triathlon                                                    |

| Datum/Jahr | Platz | Wettbewerb      | Austragungsort | Distanz | Zeit        | Bemerkung                                        |
| ---------- | ----- | --------------- | -------------- | ------- | ----------- | ------------------------------------------------ |
| Okt. 2019  | 1     | Bremen-Marathon | Bremen         | 42 km   | 02:50:50    | zugleich deutsche Polizeimeisterin 2019          |
| Dez. 2018  | 1     | ATG-Winterlauf  | Aachen         | 18 km   | 01:07:57    | 23. Platz insgesamt von 1941 Teilnehmern         |
| Nov. 2016  | 1     | Rursee-Marathon | Simmerath      | 16,5 km | 01:05:49.41 | Siebter Sieg mit neuem Streckenrekord            |
| Nov. 2015  | 1     | Rursee-Marathon | Simmerath      | 16,5 km | 01:06:26.92 |                                                  |
| Juli 2014  | 1     | Lousberglauf    | Aachen         | 5555 m  | 00:20:03,7  | zweiter Sieg beim Lauf um den Lousberg in Aachen |
| Nov. 2013  | 1     | Rursee-Marathon | Simmerath      | 16,5 km | 01:06:32.81 |                                                  |
| Juli 2013  | 1     | Lousberglauf    | Aachen         | 5555 m  | 00:20:46,0  |                                                  |
| Nov. 2012  | 1     | Rursee-Marathon | Simmerath      | 16,5 km | 01:06:45.05 |                                                  |
| Nov. 2011  | 1     | Rursee-Marathon | Simmerath      | 16,5 km | 01:08:10.6  |                                                  |
| Nov. 2009  | 1     | Rursee-Marathon | Simmerath      | 16,5 km | 01:11:54    |                                                  |
| Nov. 2007  | 1     | Rursee-Marathon | Simmerath      | 16,5 km | 01:11:34    |                                                  |

(DNF – Did Not Finish)